# AQP2
La acuaporina-2 (AQP2) se encuentra en las membranas celulares apicales de las células principales del ducto colector del riñón. Está codificado por el gen AQP2 .

## Regulación
Es la única acuaporina regulada por la hormona peptídica vasopresina.  La función básica de la acuaporina 2 es reabsorber agua de la orina, produciendo como resultado la retención de agua y la excreción de orina más concentrada. La acuaporina 2 se encuentra en las células epiteliales del riñón y generalmente permanece latente en las membranas de las vesículas intracelulares. Cuando es necesario, la vasopresina se une al receptor de vasopresina de la superficie celular, activando así una vía de señalización que hace que la abundancia de AQP2 aumente y que las vesículas que contienen AQP2 se fusionen con la membrana plasmática. Es decir, esta acuaporina está regulada de dos maneras por la hormona peptídica vasopresina:
- Regulación a corto plazo (minutos) a través del tráfico de vesículas con AQP2 a la región apical donde se fusionan con la membrana plasmática apical.
- regulación a largo plazo (días) a través de un aumento en la expresión del gen AQP2 .

## Importancia clínica
Las mutaciones en el gen que codifica esta proteína están asociadas con la diabetes insípida nefrogénica, que puede ser autosómica dominante o recesiva. Por otro lado, las mutaciones en el receptor de vasopresina causan diabetes insípida nefrogénica ligado al cromosoma X.
El litio, que a menudo se utiliza para tratar el trastorno bipolar, puede causar diabetes insípida adquirida (caracterizada por la excreción de grandes volúmenes de orina diluida) al disminuir la expresión del gen AQP2 .
La expresión del gen AQP2 aumenta durante condiciones asociadas con la retención de agua, como el embarazo y la insuficiencia cardíaca congestiva .